# Kowale (Cieszyn)
Pour les articles homonymes, voir Kowale.
Kowale est une localité polonaise de la gmina de Skoczów, située dans le powiat de Cieszyn en voïvodie de Silésie.